# Dicranosepsis revocans
Dicranosepsis revocans är en tvåvingeart som först beskrevs av Walker 1860.  Dicranosepsis revocans ingår i släktet Dicranosepsis och familjen svängflugor. Inga underarter finns listade i Catalogue of Life.